# CaCu5
CaCu5是一种金属间化合物，以六方晶系P6/mmm空间群结晶。它可由铜、氯化钙、氯化钠和钠的混合物（摩尔比5:1:1:4）经高温加热反应得到。计算表明，它在113 GPa以上会分解为Ca2Cu7和Cu。
它是一些化合物的晶体结构原型，属于CaCu5结构的化合物有LaNi5、CaPd5、CaAg5、EuCu5、EuAg5等。